# VR Класс Dr13
VR Класс Dr13 (англ. VR Class Dr13; до 1976 года Hr13) является тяжёлым тепловозом принадлежащем финской железнодорожной компании VR, был создан французской компанией Alstom и завезен в Финляндию в 1962 году. В игре «My Summer Car» присутствует поезд, сделанный по его образу.

## История
Первые два из 54 локомотивов были отправлены в Финляндию в 1962 году. Последние единицы были сняты с производства к июню 2000 года.

## Дизайн и характеристики
Dr13 — самый мощный и быстрый тепловоз. Он был приобретен вместе с локомотивами Dr12 которые имели большую нагрузку на ось, но меньшую мощность. Поэтому локомотивы Dr12 использовались только на линиях с более тяжелыми нагрузками на ось. Dr13 был оснащен двигателями от компании Tampella, аналогичными двигателям, но у него было два таких двигателя, каждый приводил в действие свой генератор. На двух локомотивах, которые были произведены во Франции, использовались двигатели от компании SACM.
Первоначально флот Dr13 использовался в восточной Финляндии в грузовых и пассажирских перевозках и базировался в Коуволе. По мере расширения электрифицированной железнодорожной сети восточной Финляндии, локомотивы Dr13 стали использоваться и на неэлектрифицированных участках пути в западной Финляндии.
Особенностью Dr13 была необычная компоновка двигателя. Вместо одного электродвигателя на ось, у него было два больших электродвигателя, по одному на каждую тележку, размещенных сверху тележек и передающих движение трем осям через внешний редуктор. Однако, изначально у класса было много проблем с аккумулятором, радиатором и силовой передачей. Оригинальная французская конструкция не справлялась с суровым финским климатом, поэтому пришлось внести изменения, чтобы предотвратить попадание снега в двигатели. Вес локомотива оказался больше ожидаемого, а ходовые качества были неудовлетворительными. За неосторожное вождение локомотив мог «трясти» на плохих участках пути, поэтому получил прозвище"Hyppyheikki"(рус. Прыгающий Хейкки). Некоторые проблемы остались нерешенными, но это не мешало классу использоваться для поездов, требующих большей мощности.

## Другие названия
Для локомотива существовало несколько прозвищ, такие как: Alstom, Alstikka, Alsti, Ranskatar. Использовались Hyppyheikki, Nakkiputka и Myymäläauto, а также Wäinämöinen которая дала жена президента Финляндии во время доставки номера 2302 в Бельфоре во Финляндию.

## Номера
| 1962 год | 2301, 2302      |
| 1963 год | 2303-2318       |
| 1964 год | 2319-2334, 2336 |
| 1965 год | 2335, 2337—2354 |